# Табулда
Табулда (баш. Табылды) — деревня в Стерлибашевском районе Башкортостана, входит в состав Кундрякского сельсовета.

## Географическое положение
Деревня расположена на реке Сухой Кундряк.
Расстояние до:
- районного центра (Стерлибашево): 22 км,
- центра сельсовета (Кундряк): 5 км,
- ближайшей ж/д станции (Стерлитамак): 65 км.

## История
Основана в 1755 году башкирами во главе со старшиной Юрматынской волости Ногайской дороги Табулдой Юлбердином на собственных землях. По ревизии 1816 года известны сыновья основателя деревни. Старший из них, 1749 года рождения, хорунжий Зайнагабдин (его сын Кулбай, внуки Абдельман, Исмагил, Ишим, Сулейман). Второй сын юртовой есаул Абдулвали (его сын Байгазы). Третий сын, 1764 года рождения, Абдулхалил. Младший сын указной мулла Абдрахим Табулдин, 1766 год. Его дети Ибрагим, Рафик, Рахмангул. Табулда был правнуком главы тюбы — подразделения Юрматынской волости — Татигаса, получившего наряду с другими главами родов Азнаем, Кармышем, Ильсектимером царскую сберегательную грамоту на вотчинные земли волости в 7117 году от сотворения мира, то есть в 1609 году.
На карте Уфимского наместничества 1786 года было показано две деревни под названием Табулда, расположенные друг от друга на значительном расстоянии. 
В 1842 году на 370 человек засеяно озимого хлеба — 200, ярового — 1808 пудов. 
Из этой деревни в 1815 году выделилась часть жителей и основала хутор Кутлуюлово.
В 1795 году в 36 дворах проживало 233 человека, в 1816 — в 14 дворах 227, 1859 — 387 человек, в 1865 в 60 дворах — 357 человек. Занимались скотоводством, земледелием, пчеловодством. Была мечеть. В 1906 зафиксированы также водяная мельница, 3 бакалейные лавки; располагалось волостное правление.

## Население
| 2002 | 2009 | 2010 |
| ---- | ---- | ---- |
| 359  | ↗372 | ↘306 |

Согласно переписи 2002 года, преобладающая национальность — башкиры (97 %).

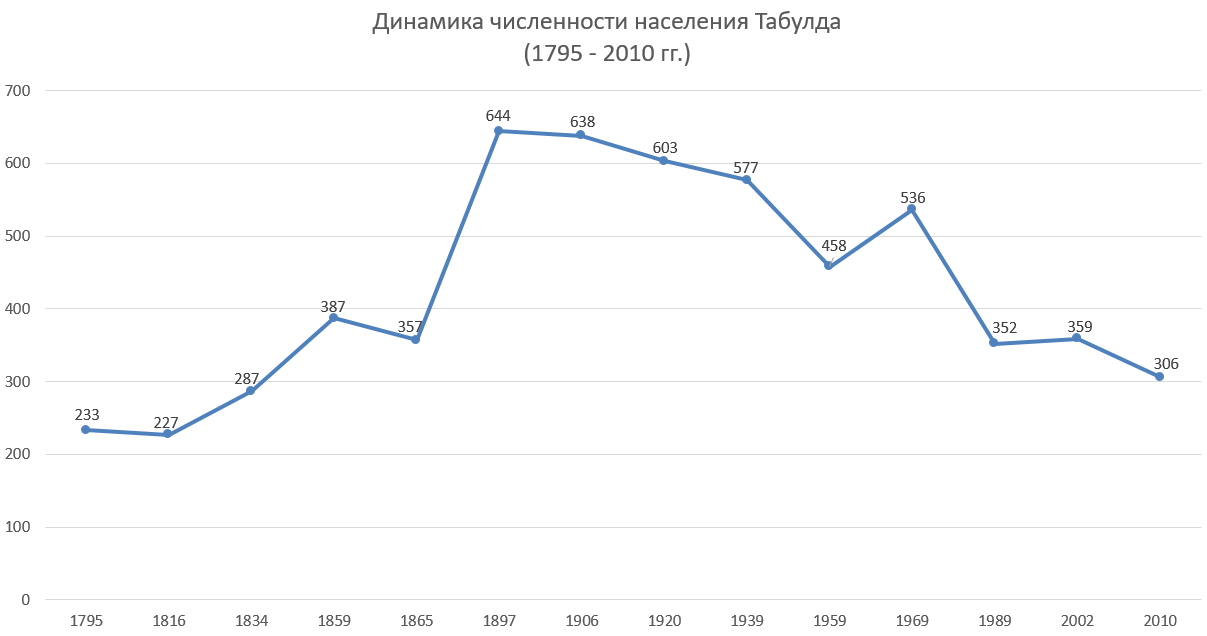

## Инфраструктура
Агрофирма «Нур». Есть средняя школа, детский сад, фельдшерско-акушерский пункт, дом культуры, библиотека.

## Ветераны Отечественной войны 1812 года
Ветераны Отечественной войны 1812 года, учтённые в 1836—1839 годах, получившие медали «За взятие Парижа 19 марта 1814 года» и «В память войны 1812 года»:
- Байгунды Махмутов;
- Тлявгул Кулаев;
- Аманбай Талымбетов;
- Караман Иткустин;
- Каскин Кубяков;
- Абдулла Абдулхалилов;
- Кулбулды Биккинин[9].

## Табулдинские вишарники
Табулдинские вишарники около деревни являются памятником природы.
Вишарники расположены на относительно выровненном участке водораздела рек Кундряк и Сухой Кундряк среди пашен, окружены искусственными посадками леса (лиственница, сосна). Первоначально на территории памятника заросли степных кустарников, в том числе и вишни, чередовались с участками луговых степей. Однако в настоящее время, в результате полного отсутствия выпаса скота и сенокошения, на территории памятника природы идет накопление степного войлока с деградацией степей и интенсивное разрастание жостера и миндаля с вытеснением вишни.

## Религия
В деревне есть мечеть.